# Lohne (Oldenburg)
Lohne (Oldenburg) is een plaats in de Duitse deelstaat Nedersaksen, gelegen in het Landkreis Vechta. De stad telt 27.259 inwoners. Naburige steden zijn onder andere Bakum, Dinklage, Diepholz en Goldenstedt.

## Stadsdelen en -wijken
| - Bokern Ost - Bokern West - Brägel - Brettberg - Brockdorf | - Hamberg - Hopen - Krimpenfort - Kroge-Ehrendorf | - Lerchental - Lohnerwiesen - Märschendorf - Meyerfelde | - Moorkamp - Mühlenkamp - Nordlohne - Rießel | - Schellohne - Südlohne - Voßberg - Vulhop | - Wichel - Centrum - Zerhusen |

Volgens de website van de stad Lohne (peildatum 1 januari 2020) had de gemeente 28.972 inwoners.
Van hen waren 16.761 (57,6 %) rooms-katholiek, 13,7 % evangelisch-luthers of gereformeerd en 28,5 % aanhangers van een andere geloofsgemeenschap of atheïst.

## Ligging, verkeer, vervoer
Lohne ligt 3 km ten oosten van afrit nr. 65 van de Autobahn A1 Bremen -Osnabrück. Door de oostelijke wijken van de stad loopt een hoofdweg ca. 9 km noordwaarts naar Vechta. Deze zelfde weg loopt zuidwaarts 8 km zuidwaarts naar Steinfeld, kruist daar de Bundesstraße 214, en loopt 8 km verder zuidwaarts naar Damme.
Op station Lohne (Oldb) kan men ieder uur met de stoptrein zuidwaarts naar Hesepe, even ten noorden van  Bramsche, rijden en dan verder naar Osnabrück; de andere kant uit kan men de stoptrein via Vechta naar Delmenhorst nemen, en dan verder naar Bremen. Zie ook: Spoorlijn Delmenhorst - Hesepe.
Er rijden streekbussen van en naar diverse plaatsen in de omgeving, echter meestal alleen op werkdagen in de ochtend- en avondspits. Daarnaast rijden kleine taxi- en belbusjes.
In de gemeente wordt het gebruik van de fiets, ook voor woon-schoolverkeer of woon-werkverkeer over afstanden boven de 15 km, sterk gepromoot. Er zijn al een aantal langeafstandsfietspaden aanwezig, waaronder een op de voormalige spoorbaan naar  Dinklage, en de aanleg van meer fietspaden is in planning.

## Economie
Lohne is sedert enkele decennia vestigingsplaats van een tamelijk groot aantal kleine en middelgrote industriële bedrijven; vooral de kunststof producerende en verwerkende industrie, alsmede de groothandel, is goed vertegenwoordigd. De stad beschikt als streekcentrum over een ziekenhuis en over veel middelbare scholen, ook voor technisch onderwijs.
Omnisportvereniging TuS Blau-Weiß Lohne is actief in zestien sporten.

## Geschiedenis
De streek, waar Lohne ligt, werd in het eind van de 8e eeuw vanuit de plaats Visbek gekerstend door de abt Gerbert Castus, een discipel van Liudger. Lohne wordt in het jaar 980 voor het eerst in een document vermeld. Van de middeleeuwen tot 1803 lag Lohne achtereenvolgens in het Prinsbisdom Münster en het Hertogdom Oldenburg. De Reformatie in de 16e eeuw had weinig invloed; tot op de huidige dag is de overgrote meerderheid van de christenen in de stad rooms-katholiek.
In 1826 werd Brockdorf, ten westen van de stad, tot de 17e eeuw naar een oud plaatselijk graafschap Kalvelage geheten, van Dinklage aan Lohne overgedragen. In Brockdorf was in die tijd al sprake van de grootschalige fok van ganzen, niet alleen voor het vlees, maar vooral, omdat in die tijd nog met ganzenveders geschreven werd.
In 1888 kreeg Lohne een aansluiting op het spoorwegnet. In 1907 werd Lohne officieel tot stad verheven.
Van 1963 tot 1994 was in de stad een kazerne van de Bundeswehr gevestigd. Er stond luchtafweergeschut met Nike-raketten opgesteld, ook met kernkoppen.

## Bezienswaardigheden
- Rondom de stad zijn een aantal kleine natuurreservaten en andere onder natuur- of landschapsbescherming staande gebieden. Het belangrijkste hiervan is het hoogveenreservaat Südlohner Moor.
- Aan de zuidrand van de stad, ten oosten van de spoorlijn,  ligt een fraai park- en bosgebied rondom het voormalige kasteel Hopen. Dit kasteel, gebouwd in 1517, is particulier bewoond en kan niet bezichtigd worden.
- Het Industriemuseum  aan de Küstermeyerstraße met de daarboven gelegen galerie van de bekendste schilderes van Lohne,  Luzie Uptmoor: getoond worden:
  - Geschiedenis van de industrie, o.a. flessenkurken, borstels, stoommachines
  - Archeologische vondsten uit de stad Lohne en haar omgeving
  - Workshop voor kinderen en schoolklassen
  - Een stoommachine
  - Schilderijen (landschappen, stillevens en portretten) van Luzie Uptmoor (1899-1984); deze was eerst een navolgster van Paula Modersohn-Becker, vanaf 1950 schilderde zij in de stijl van de nieuwe zakelijkheid.
- Het openluchttheater (ten zuidoosten van het centrum, achter het vrouwenfitness-centrum)
- „Kunstverein Die Wassermühle“ – Kunstmuseum in een voormalige molen, met internationale ambities
- In 1992 hield de stad een concours voor beeldhouwers. Veel inzendingen daarvoor sieren sindsdien de openbare ruimte. Ook daarna heeft Lohne nog diverse sculpturen laten plaatsen.

## Galerij

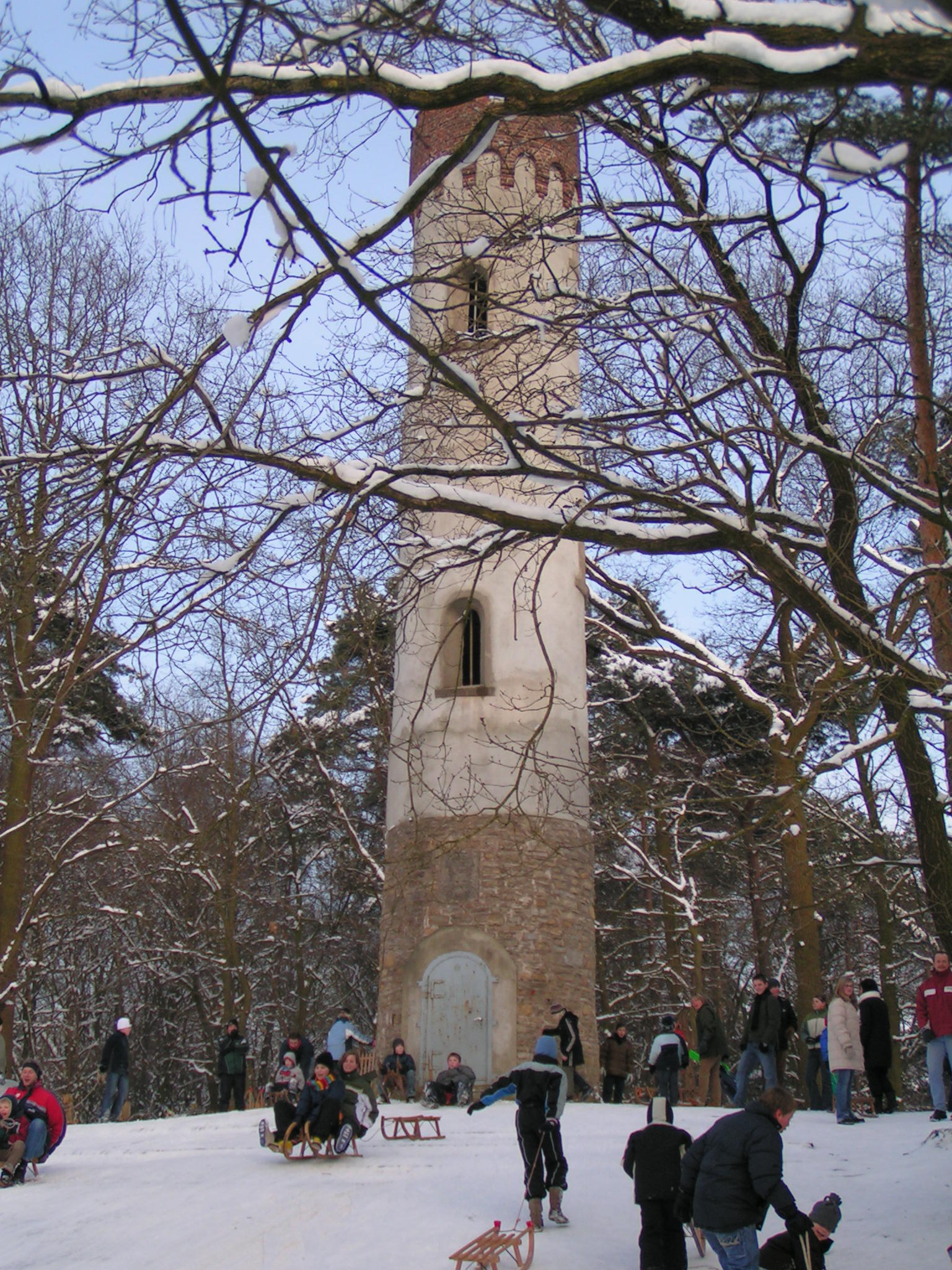
Uitzichttoren in het Lohner Stadtwald
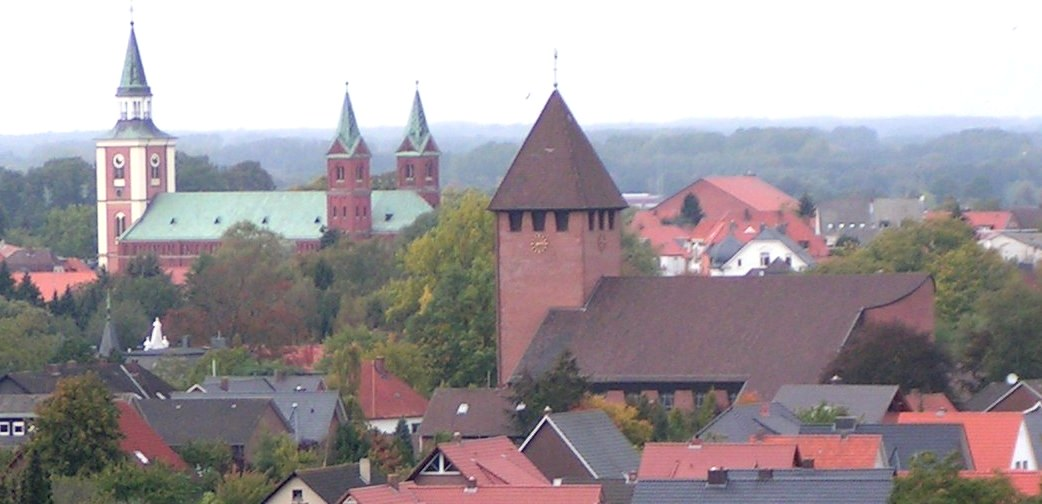
De R.K. kerken St. Geertruid (links) en St. Jozef (rechts), gezien vanaf de uitzichttoren
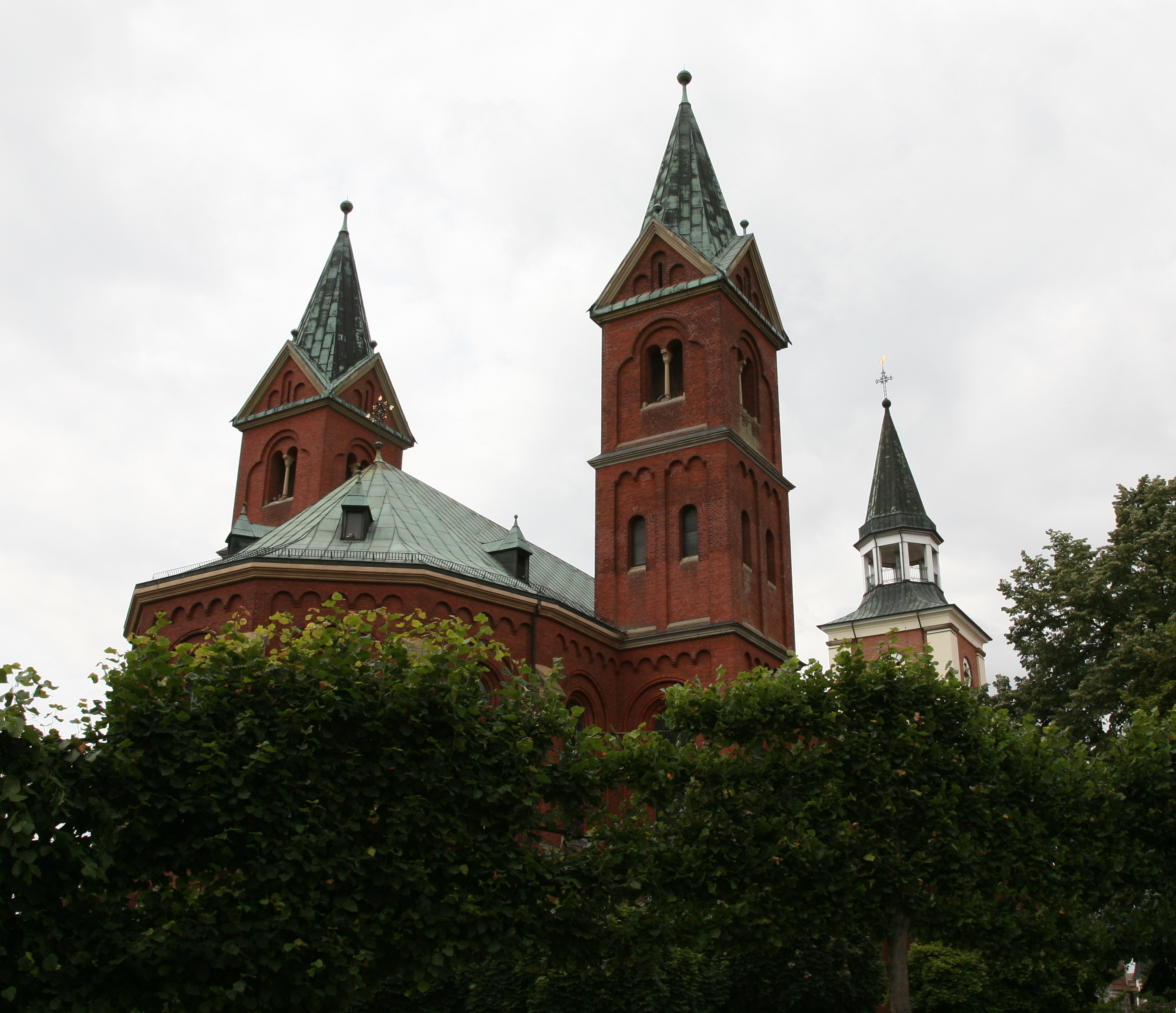
R.K. parochiekerk St. Geertruid
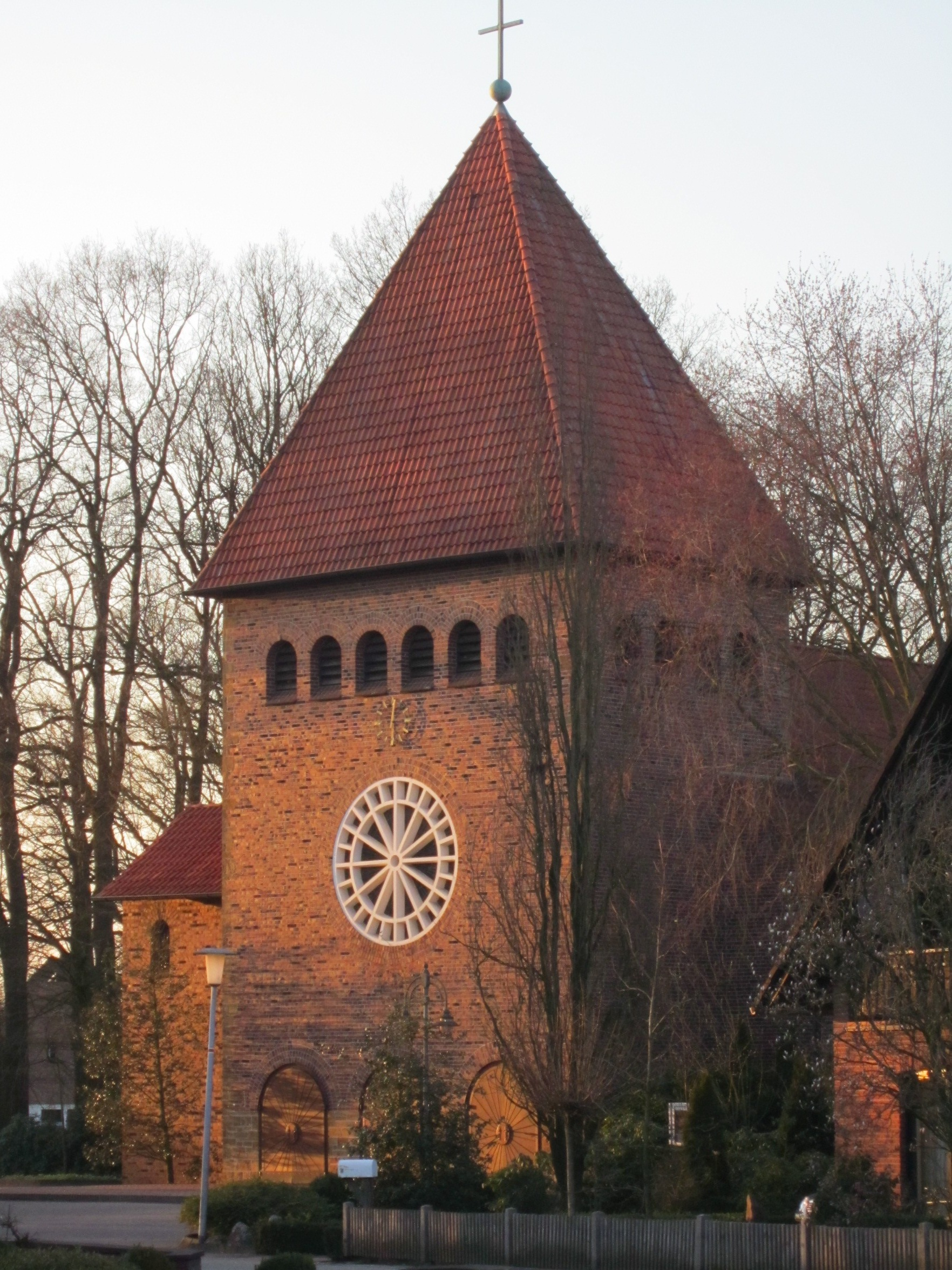
R.K. kerk St. Maria Goretti in Brockdorf
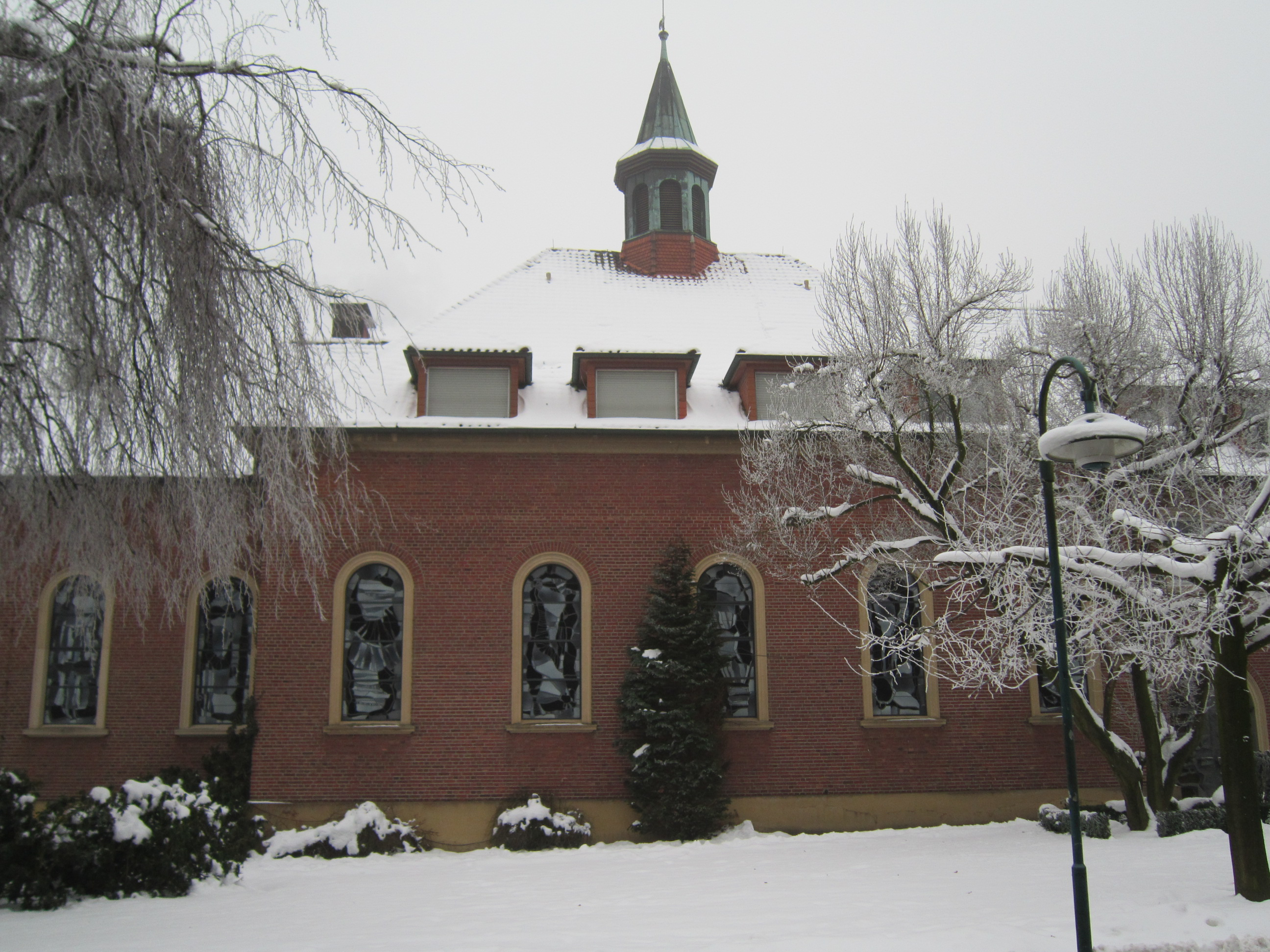
R.K. Heilig-Hartkerk in Kroge, ten zuidoosten van de stad
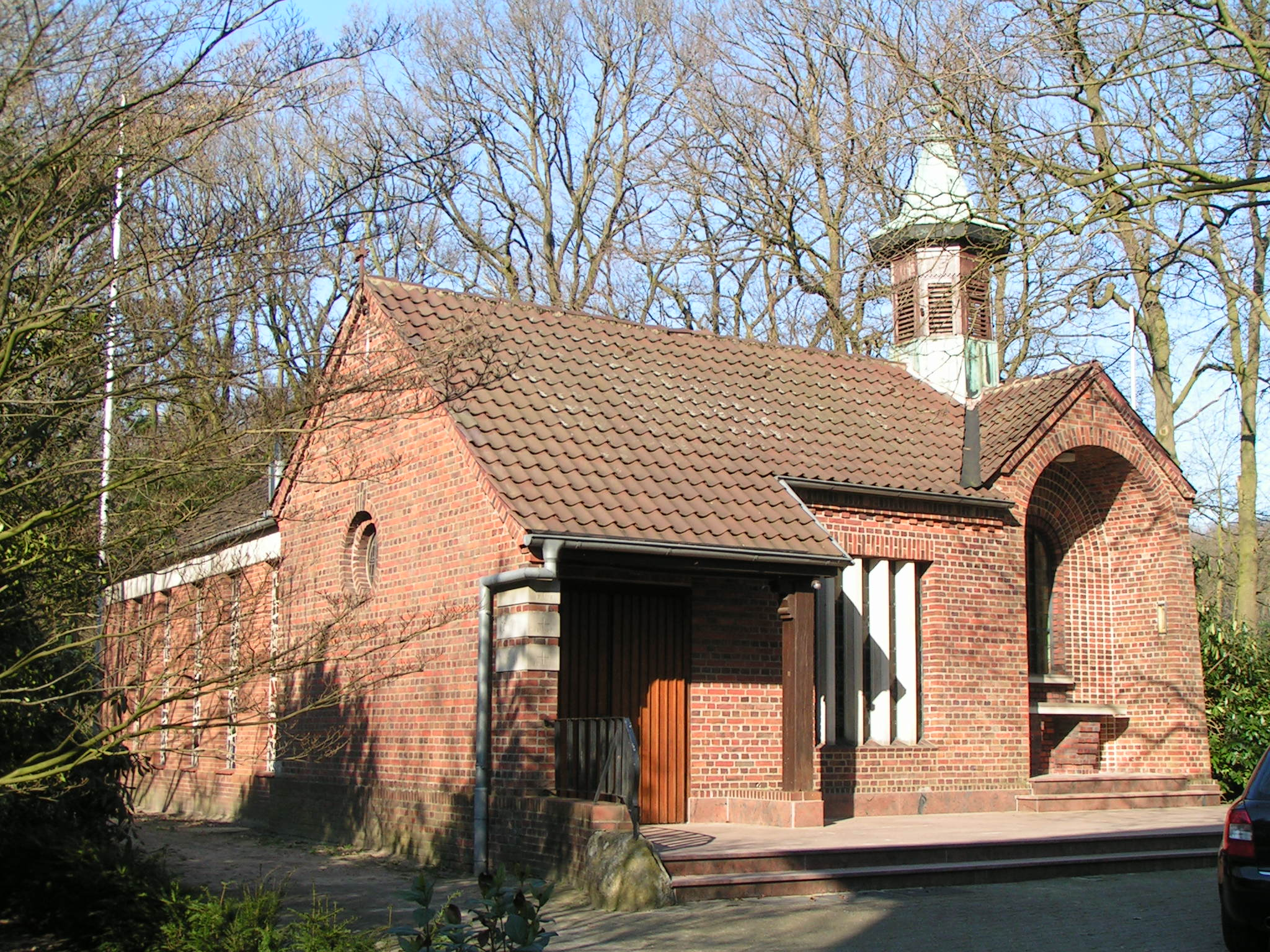
R.K. kapel St. Anna Klus (kluis) in Südlohne (Maria-bedevaartkerkje)
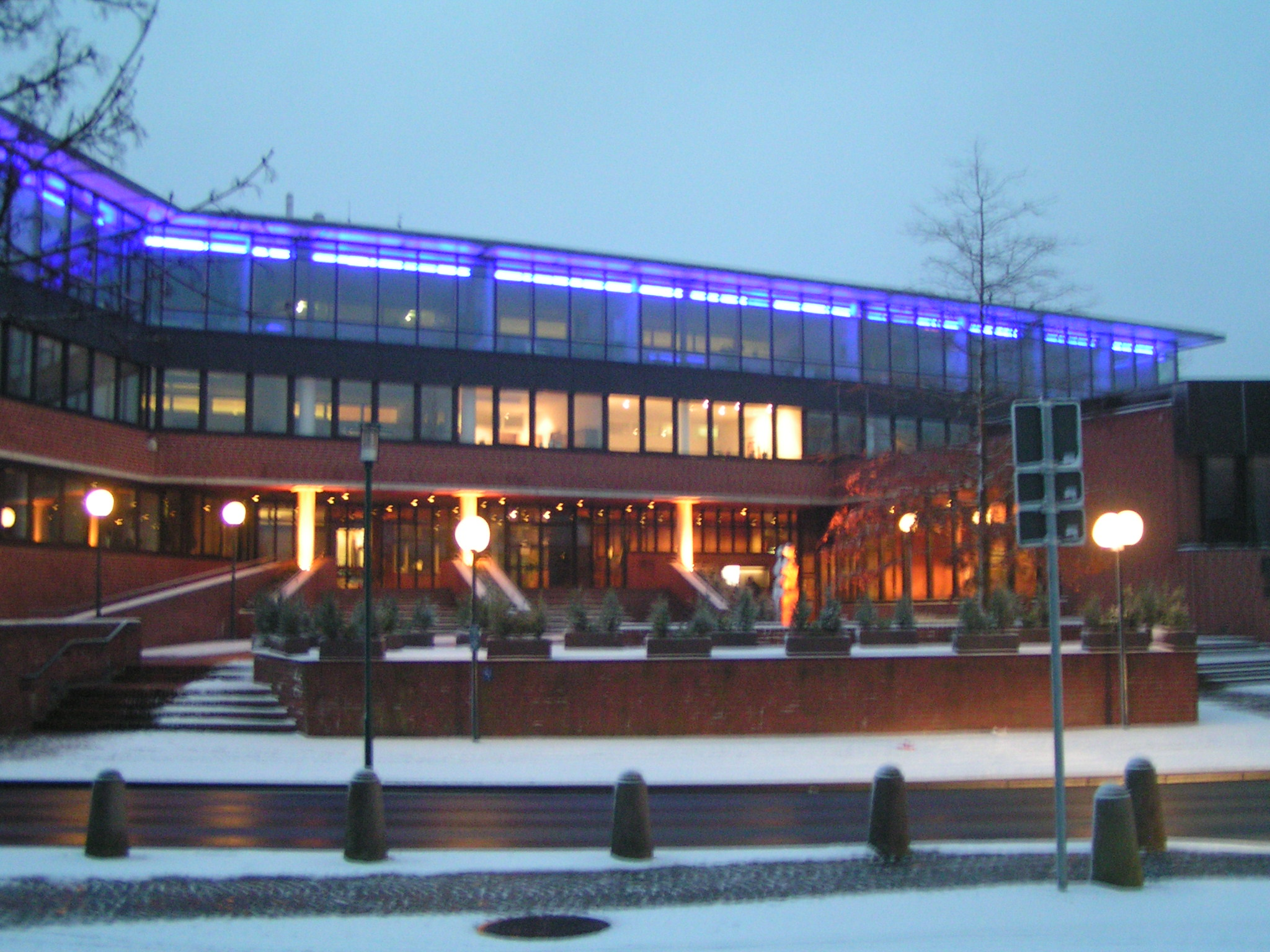
Gemeentehuis Lohne
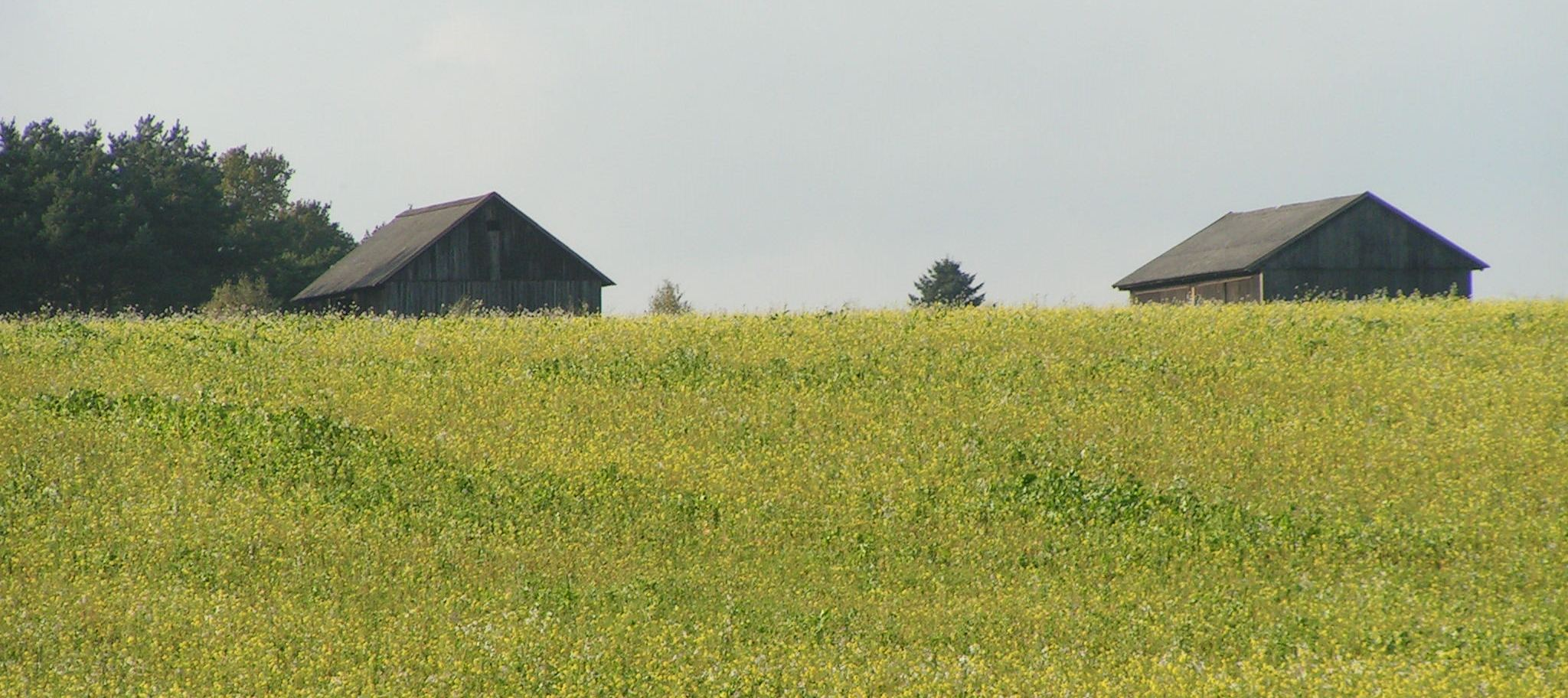
Heuvelrug Ehrendorf ten zuiden van de stad (waterscheiding Eems- en  Wezer-stroomgebied)
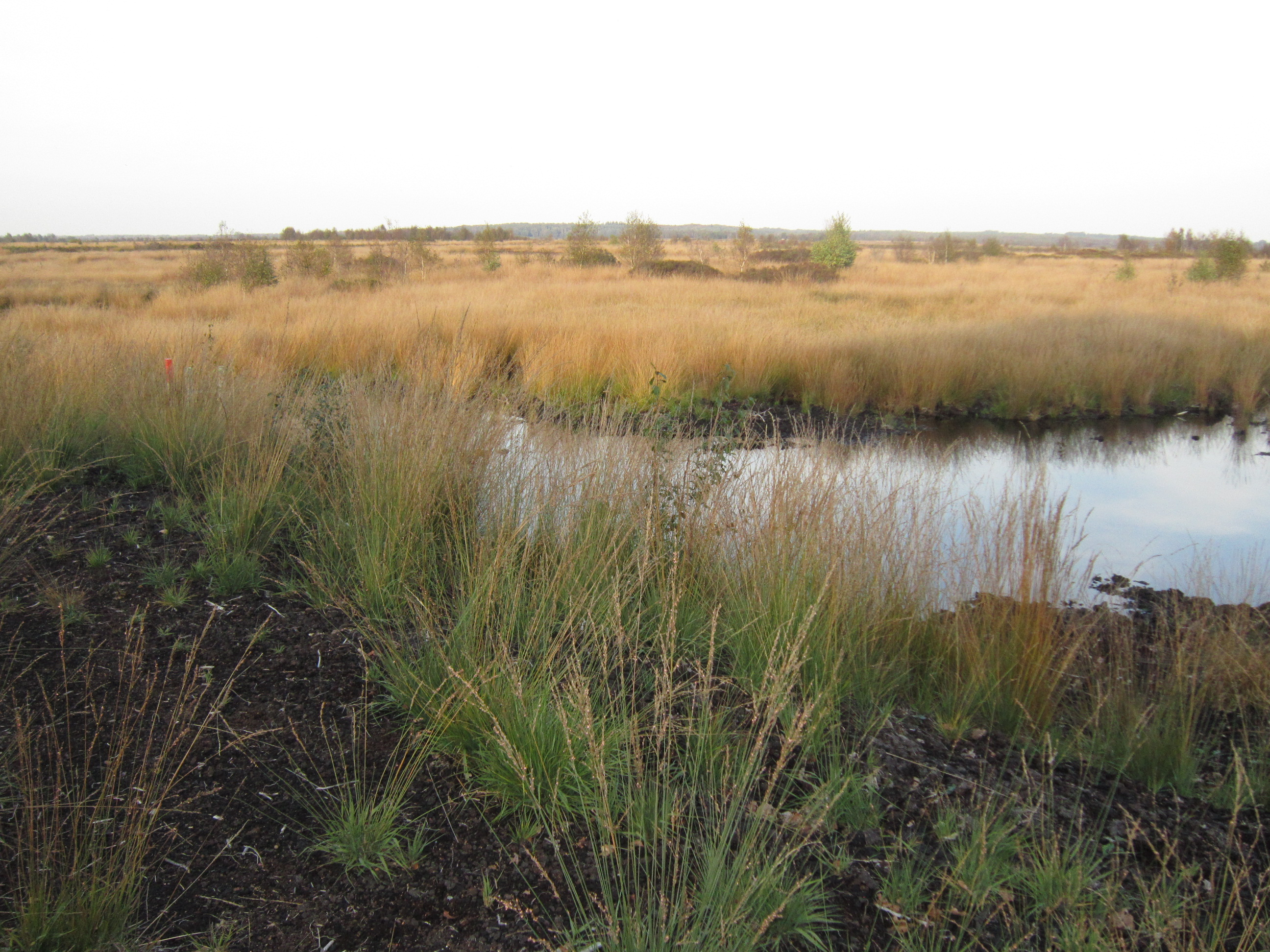
Natuurreservaat Südlohner Moor ten zuidoosten van de stad (1)
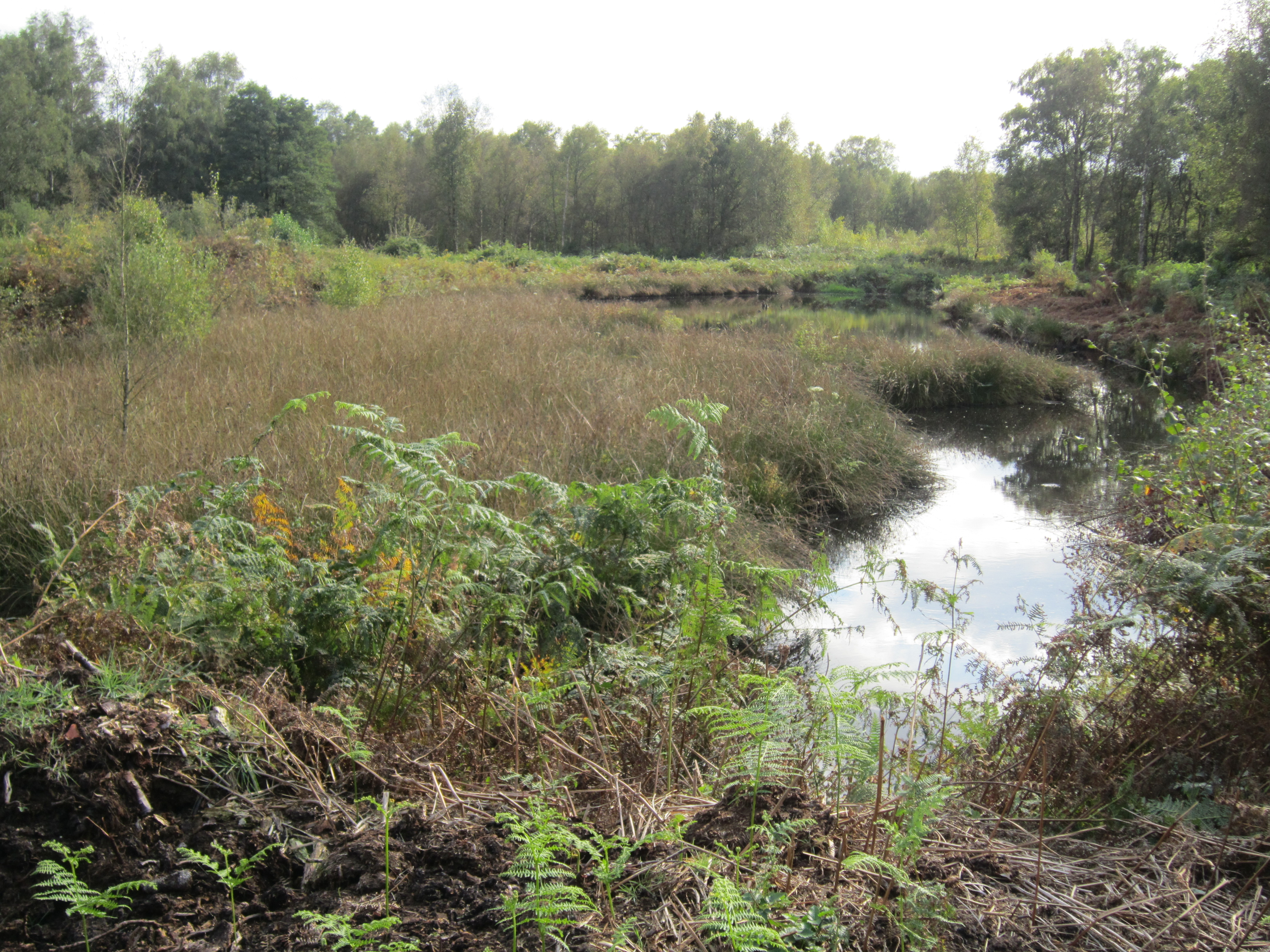
Natuurreservaat Südlohner Moor ten zuidoosten van de stad (2)
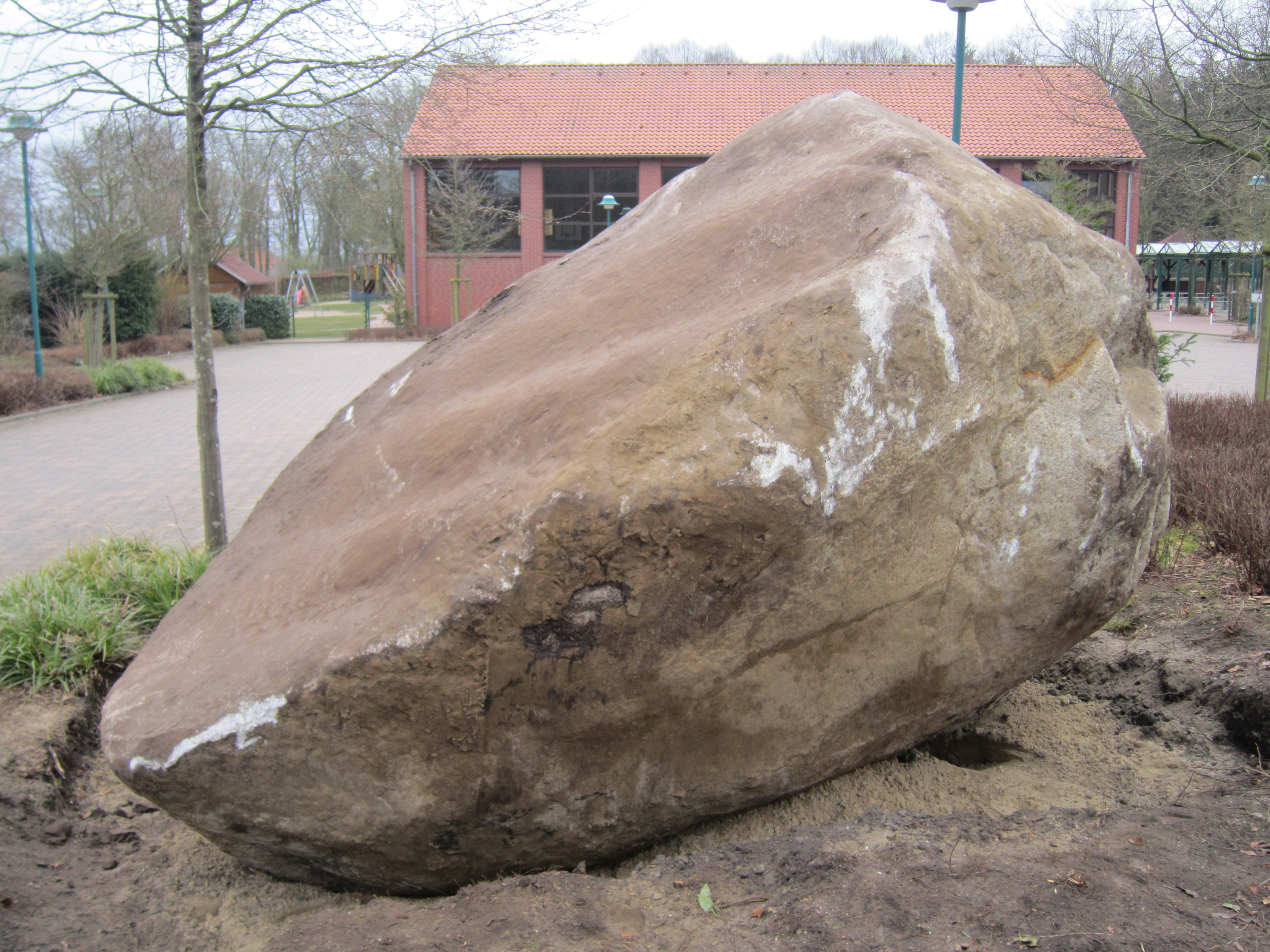
De „Oude Zweed“, een in 2016 bij Kroge opgegraven zwerfsteen van 30 ton zwaar, 3½ m lang en 2½ m breed
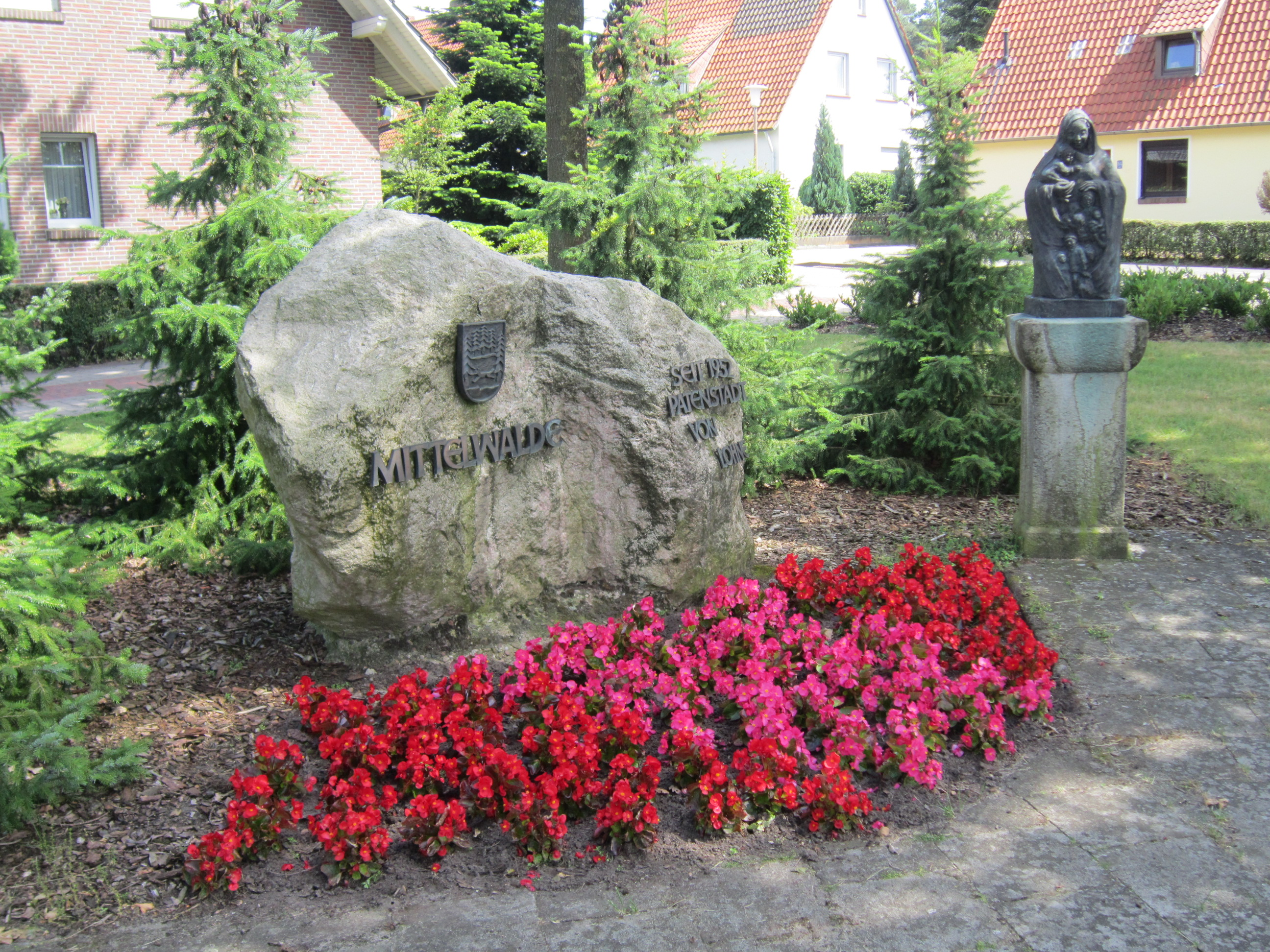
Mittelwalder Steen en Mantelmadonna
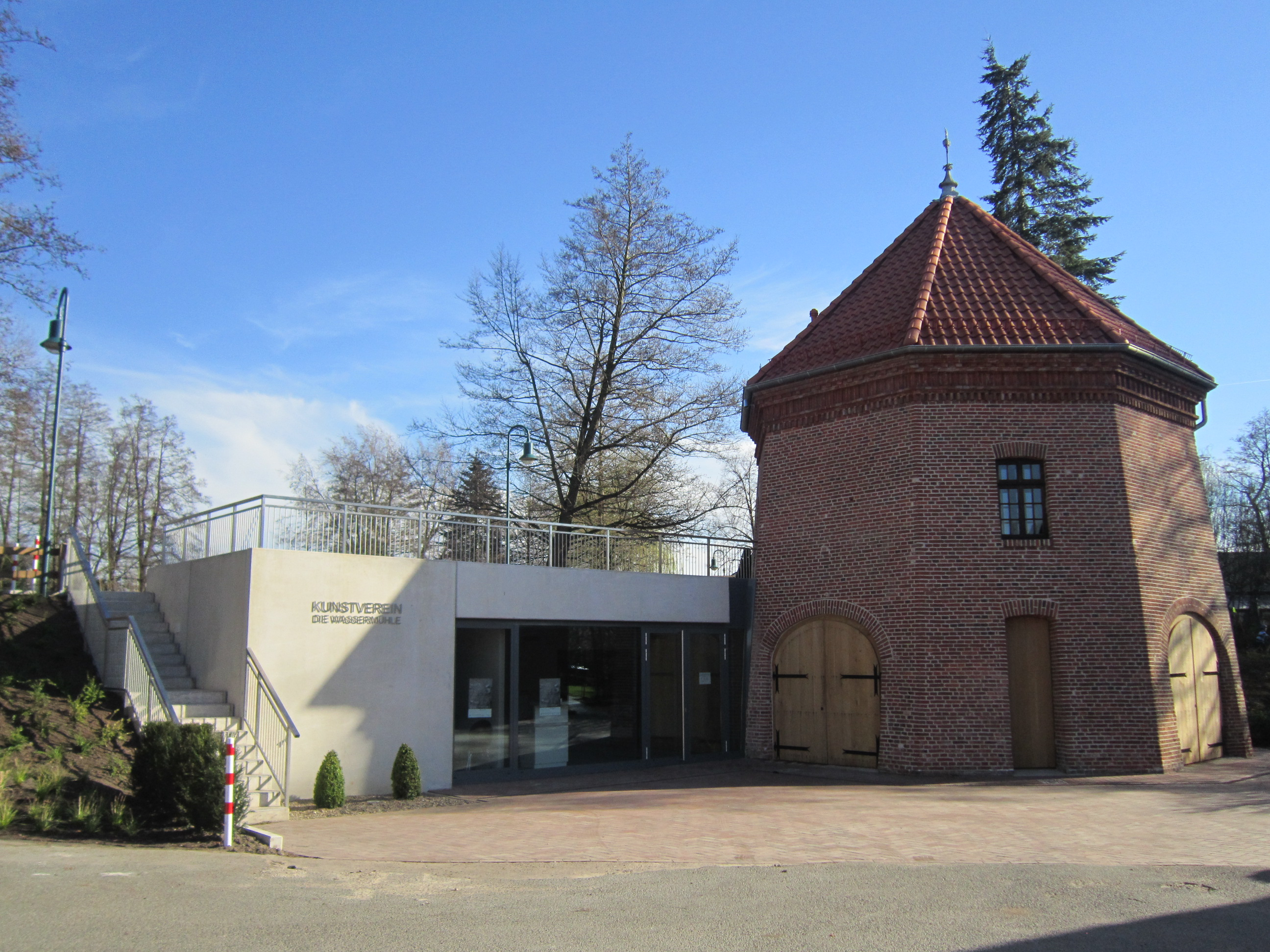
„Kunstverein Die Wassermühle“ – Kunstmuseum in een voormalige molen in het stadspark
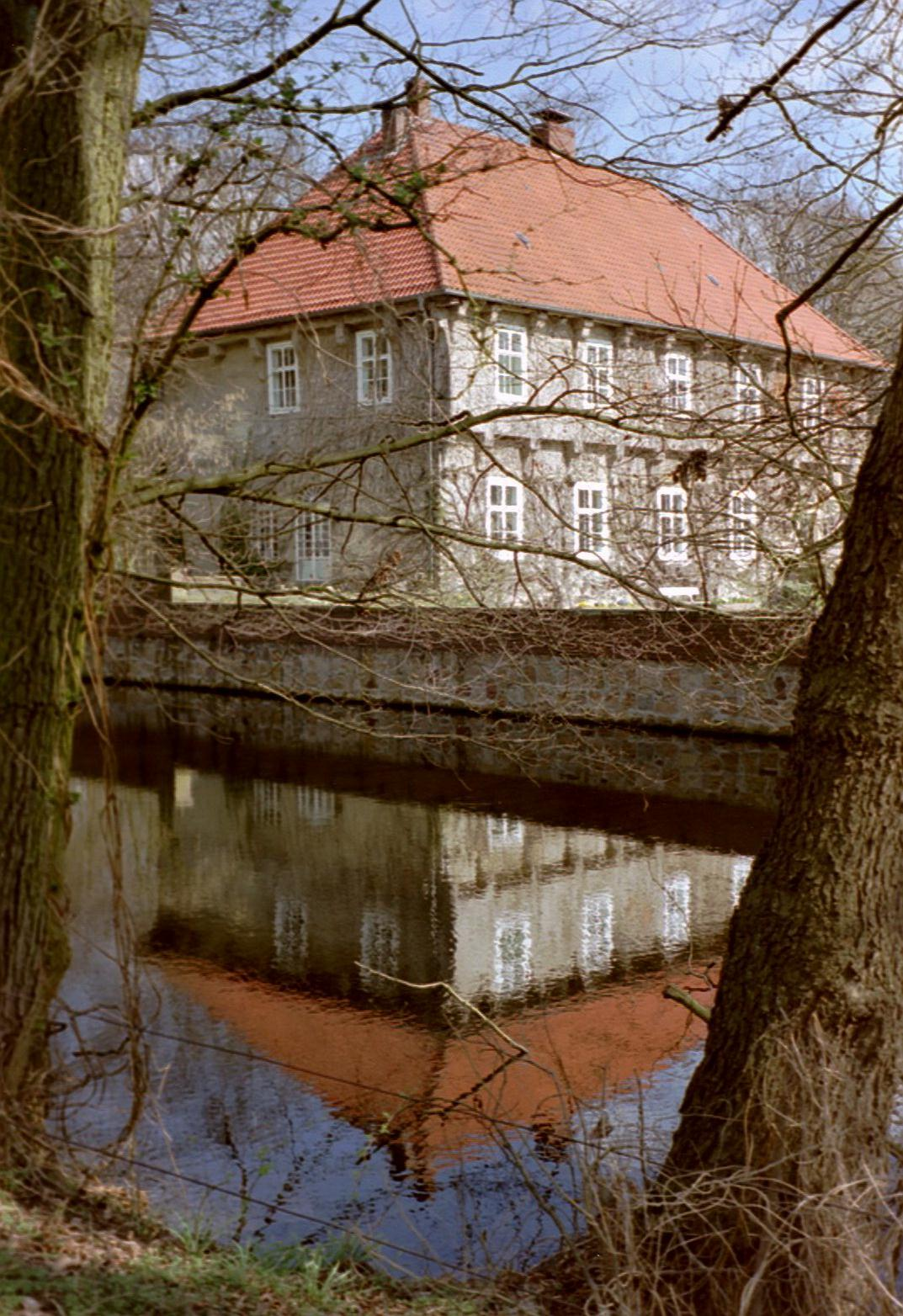
Voormalig kasteel Burg Hopen
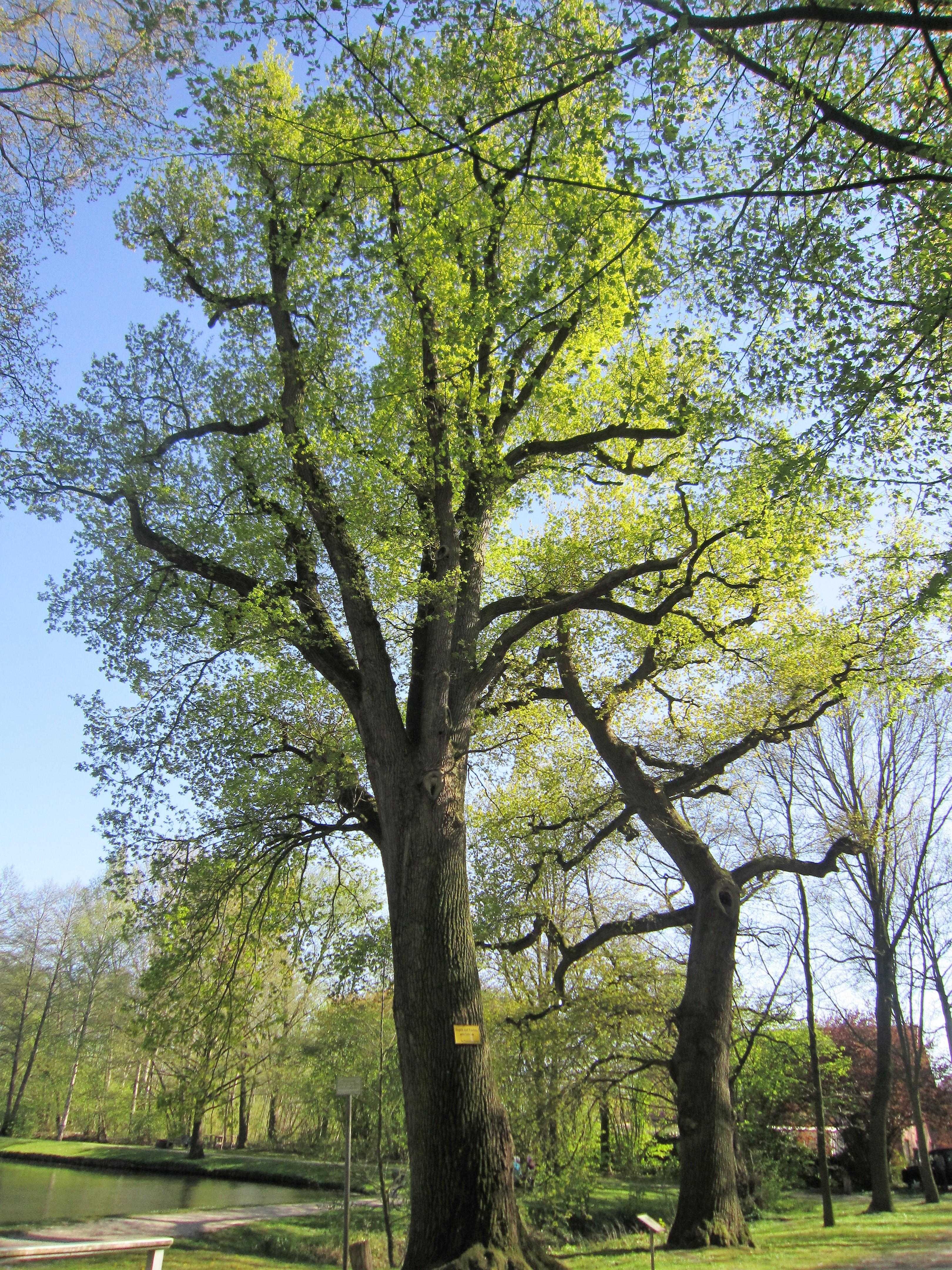
Monumentale eiken in het park bij Burg Hopen
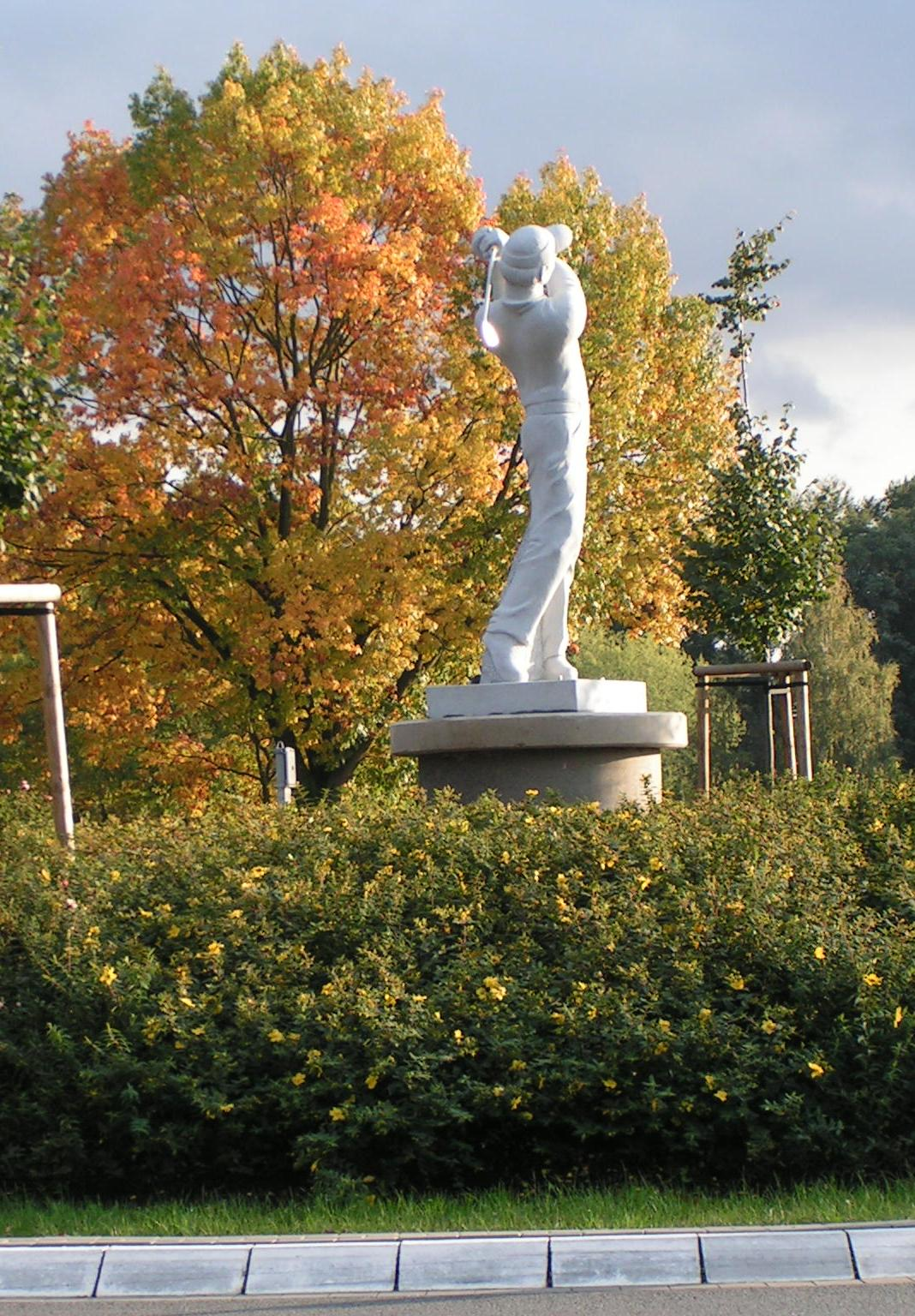
Golfer, standbeeld op een rotonde aan de Steinfelder Straße
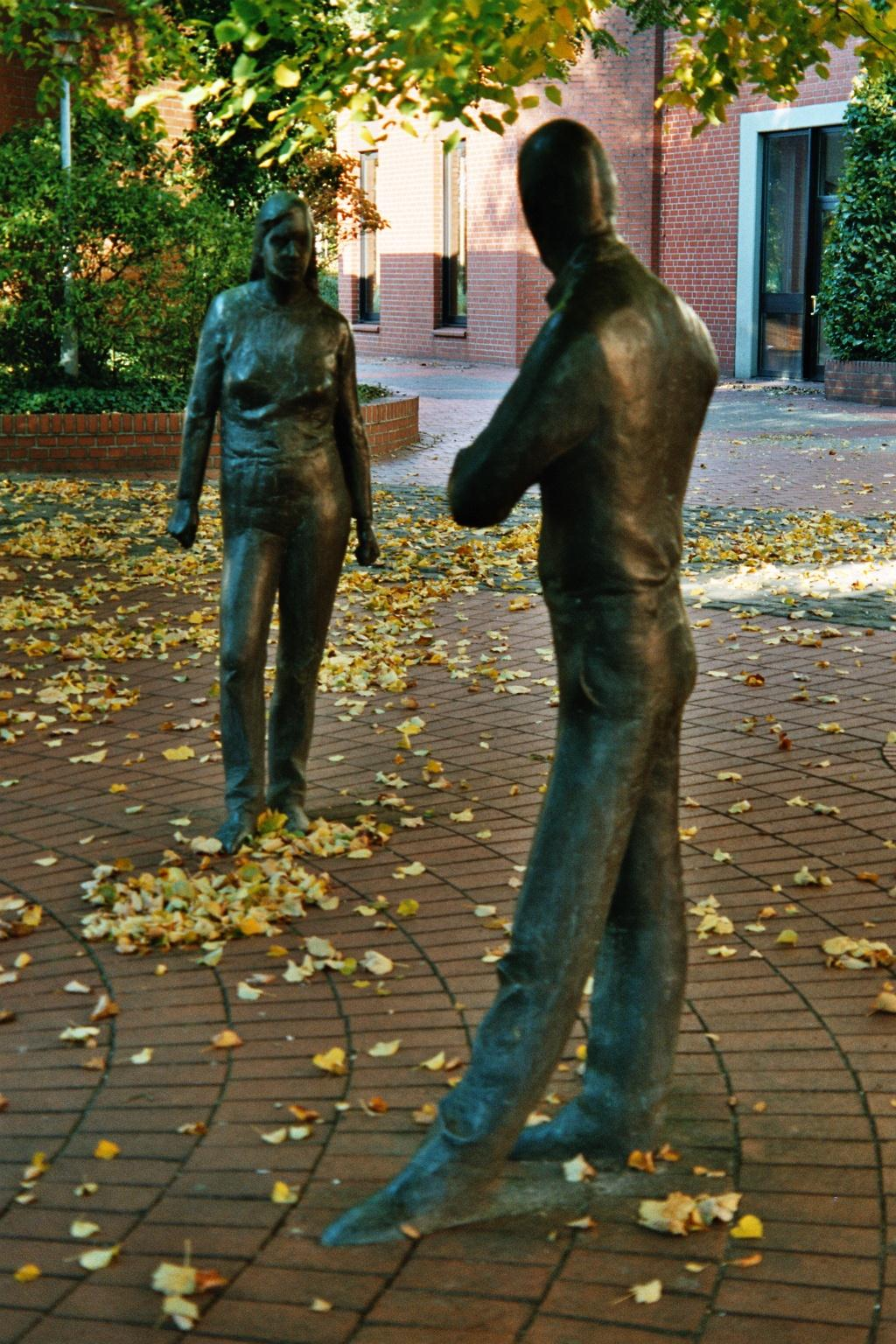
Bronzen sculptuur „Begegnung“ (Ontmoeting) bij de Kolping-school
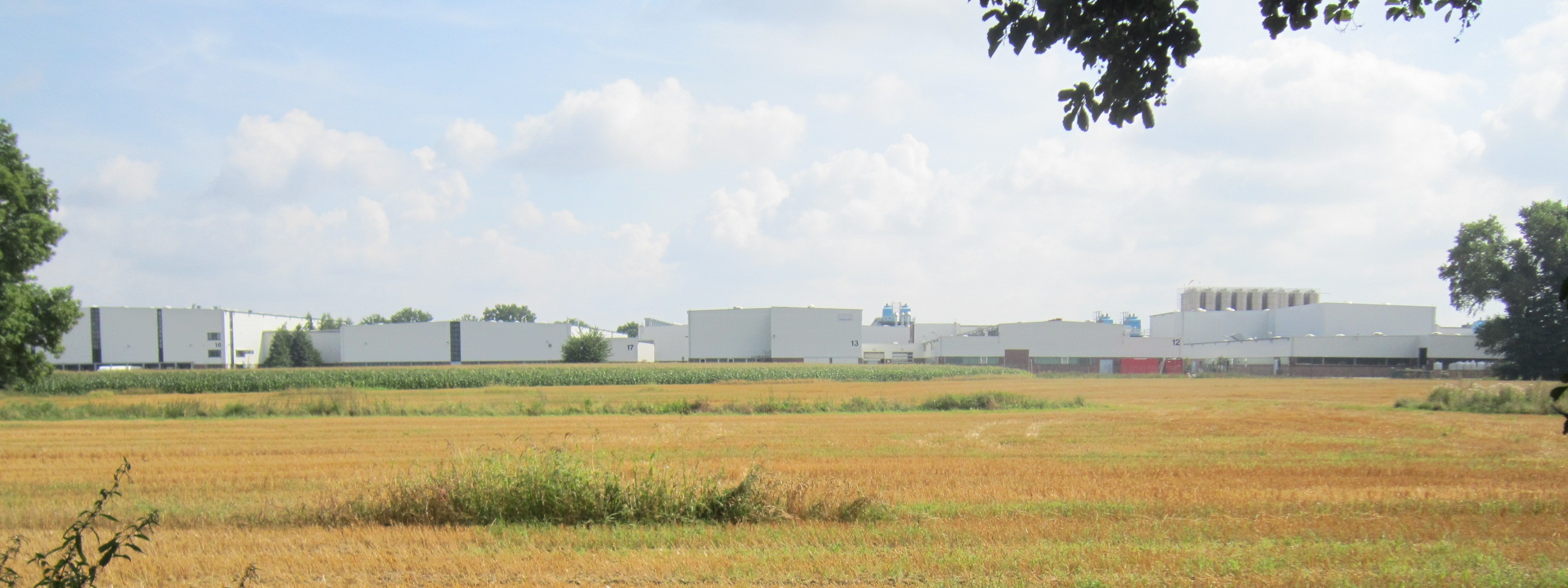
Pöppelmann, de grootste plasticfabriek van de stad
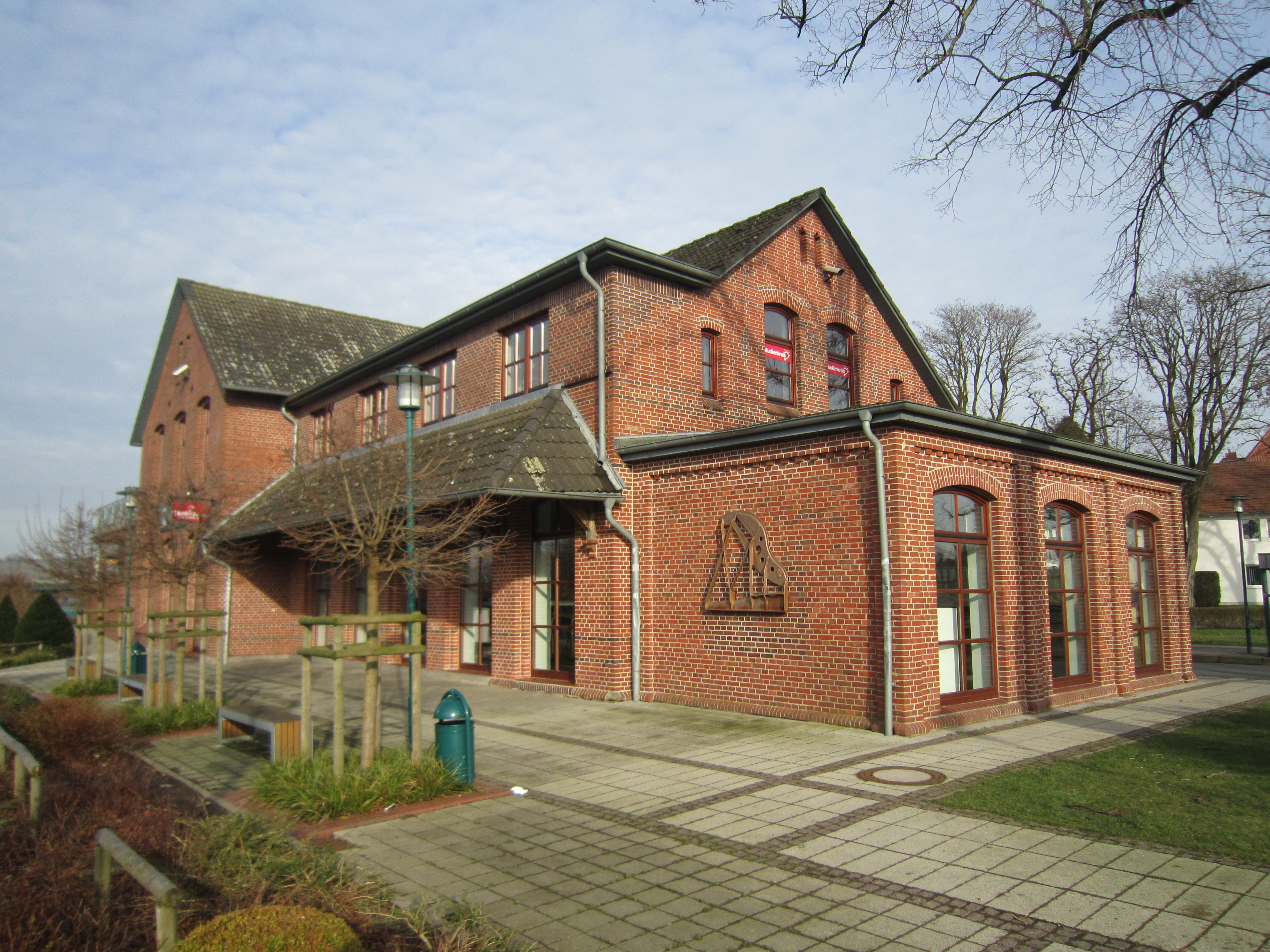
Het station

## Belangrijke personen in relatie tot Lohne

### Geboren
- Luzie Uptmoor (1899-1984, ook te Lohne gestorven), kunstschilderes
- Gordian Landwehr OP (1912-1988), Duits katholiek prediker, werd als hospik in de Wehrmacht tegenstander van het nationaalsocialisme, was na 1950 in de DDR een der belangrijkste kerkelijke tegenstanders van het communistische regime, gold vanwege zijn politieke durf als de Clemens August von Galen van de DDR.
- Werner Schockemöhle (1939-2000, ook te Lohne gestorven), jurist en paardenfokker, o.a voor zijn beroemde broers Alwin en Paul
- Johannes Schmoelling (*1950), musicus, maakte zes jaar lang deel uit van de band Tangerine Dream
- Benno Möhlmann (*1954), oud-voetbalprof en -trainer, speelde van 1978-1987 bij Werder Bremen en daarna twee jaar bij Hamburger SV als middenvelder
- Ulrich Kirchhoff (*1967), springruiter, behaalde in 1996 Olympisch goud
- Kristina Bröring-Sprehe (*1986), dressuur-amazone, behaalde in 2016 Olympisch goud
- Vivien Endemann (2001), voetbalster

## Partnersteden
- Lohne onderhoudt sinds 1987 een jumelage met Rixheim, Elzas, Frankrijk; dit nadat een fabriek in Lohne te Rixheim een filiaal opende.
- Sinds 2010 is er ook een stedenband met Międzylesie (voor 1945: Mittelwalde, Silezië), in Polen.